# Sumberjaya (Gondanglegi)
Sumberjaya is een bestuurslaag in het regentschap Malang van de provincie Oost-Java, Indonesië. Sumberjaya telt 2207 inwoners (volkstelling 2010).